# Volodímir Duma
Volodímir Duma (en ucraïnès Володимир Дума; Khoust, Transcarpàcia, 2 de març de 1972) és un ciclista ucraïnès, que fou professional des del 1998 fins al 2010. Quan era juvenil va competir per la Unió Soviètica. Del seu palmarès destaca un campionat nacional en ruta i la Volta al Japó de 2006.

## Palmarès
- 1993
  - Vencedor d'una etapa a la Cursa de la Pau
- 1996
  - Vencedor d'una etapa al Giro dels Abruços
- 1997
  - 1r a la Copa Colli Briantei Internazionale
  - 1r al Gran Premi vila de Felino
- 1998
  -  Campió d'Ucraïna en ruta
  - Vencedor d'una etapa a la Volta a Suïssa
- 1999
  - Vencedor d'una etapa al Giro dels Abruços
- 2000
  - Vencedor d'una etapa al Giro dels Abruços
- 2002
  - 1r al Gran Premi de la Indústria i el Comerç de Prato
- 2003
  - Vencedor d'una etapa al Rothaus Regio-Tour
- 2006
  - 1r a la Volta al Japó i vencedor d'una etapa
- 2010
  - 1r a la Bałtyk-Karkonosze Tour

### Resultats al Giro d'Itàlia
- 2000. 38è de la classificació general
- 2001. 36è de la classificació general
- 2002. 36è de la classificació general
- 2003. 42è de la classificació general
- 2004. 65è de la classificació general

### Resultats a la Volta a Espanya
- 2001. 105è de la classificació general